# Haplaner
Haplaner is een geslacht van kevers uit de familie van de loopkevers (Carabidae). De wetenschappelijke naam van het geslacht is voor het eerst geldig gepubliceerd in 1878 door Chaudoir.

## Soorten
Het geslacht Haplaner omvat de volgende soorten:
- Haplaner australis (Blackburn, 1888)
- Haplaner insulicola Blackburn, 1901
- Haplaner velox (Castelnau, 1867)